# Pillsburiaster ernesti
Pillsburiaster ernesti är en sjöstjärneart som först beskrevs av Ludwig 1905.  Pillsburiaster ernesti ingår i släktet Pillsburiaster och familjen ledsjöstjärnor. Inga underarter finns listade i Catalogue of Life.